# Erucaria cakiloidea
Erucaria cakiloidea är en korsblommig växtart som först beskrevs av Dc., och fick sitt nu gällande namn av Otto Eugen Schulz. Erucaria cakiloidea ingår i släktet Erucaria och familjen korsblommiga växter. Inga underarter finns listade i Catalogue of Life.